# همیمنیا
همیمنیا (نام علمی: Hemimenia) نام یک سرده از رده شیارشکمان است.